# Tirunesh Dibaba
Tirunesh Dibaba (Bekoji, 1 de junho de 1985) é uma fundista etíope multicampeã olímpica e mundial dos 5 000 metros e 10 000 metros.

## Início
Nascida e criada numa pequena vila na altitude da província de Arsi, no interior da Etiópia, Dibaba, uma entre seis filhos, começou a praticar o atletismo aos quatorze anos de idade, em 1999. Sua primeira corrida internacional foi no ano seguinte, quando chegou em quinto lugar na categoria juvenil do Campeonato Mundial de Cross-Country, aos 15 anos.

## Carreira internacional
Suas mais importantes conquistas internacionais começaram em 2003, quando ganhou a medalha de ouro nos 5 000 m do Campeonato Mundial de Atletismo. Em 2005,em Helsinque, correndo contra a própria irmã mais velha, Ejegayehu Dibaba, também atleta de elite internacional, e a compatriota Berhane Adere, conquistou o ouro nas duas corridas de fundo, os 5 000 m e os 10 000 m, a primeira mulher a realizar este feito num mesmo Campeonato Mundial. Em Atenas 2004, Dibaba ficou com a terceira colocação e a medalha de bronze nos 5 000 m, o que causou certo desapontamento na imprensa especializada pelos seus resultados anteriores mas, com apenas 19 anos, ela se sagrou a mais jovem medalhista etíope dos Jogos Olímpicos. No Campeonato Mundial de Osaka 2007, venceu a prova dos 10 000 m pela segunda vez, depois de cair durante a corrida e se recuperar, completando então quatro medalhas de ouro em campeonatos mundiais.
Em junho de 2008 conquistou o recorde mundial dos 5 000 m – 14:11.15 – no Grand Prix de Atletismo de Oslo (ExxonMobil Bislett Games), no estádio Bislett, local da quebra de diversos recordes mundiais na história do atletismo. A marca só foi quebrada em 2020, doze anos depois, por sua compatriota Letesenbet Gidey.
Contusões a afastaram dos dois campeonatos mundiais posteriores, Berlim 2009 e Daegu 2011. Retornando em Moscou 2013, Dibaba conquistou pela terceira vez o título mundial dos 10 000 m, sua quinta medalha de ouro em Mundiais.
Conhecida pelo seu final de corrida espetacular, Dibaba também é uma corredora vencedora de cross-country, sendo cinco vezes campeã da prova em campeonatos mundiais da modalidade.

### Campeã olímpica
Em agosto de 2008, sagrou-se campeã olímpica dos 10 000 m em Pequim 2008, vencendo a prova em 29m54s6, recorde olímpico e a segunda melhor marca para a distância na história e dos 5 000 metros, em  15m41s40. Foi a primeira mulher a vencer as duas distâncias nos mesmos Jogos Olímpicos. Quatro anos depois, ela repetiu o primeiro feito em Londres 2012, vencendo novamente os 10 000 m em 30m20s75. Por coincidência, momentos antes de cruzar a chegada tornando-se bicampeã olímpica, o polonês Tomasz Majewski também sagrava-se bicampeão olímpico do arremesso de peso, repetindo exatamente o que tinha acontecido em Pequim, quando os dois venceram as duas finais de atletismo do primeiro dia da competição, ao mesmo tempo, tornando-se campeões olímpicos juntos.

### Pós-Londres 2012
Após os Jogos, Dibaba começou a experimentar distâncias mais longas. Estreou em setembro de 2012 na meia-maratona, na Bupa Great North Run, vencendo em 1:07.35.Em 2014, foi a vez de disputar a maratona, chegando em terceiro na Maratona de Londres, em 2:20.35, um excelente tempo para uma estreante na prova dos 42,195 km. Por conta da gravidez de seu primeiro filho, retirou-se das pistas e das competições durante toda a temporada de 2015.
De volta às pistas no ano seguinte, na Rio 2016 Dibaba optou por disputar apenas os 10 000 metros, tentando um então inédito tricampeonato olímpico nesta distância, masculino ou feminino. Apesar de fazer sua melhor marca pessoal na prova, ficou apenas com a medalha de bronze e assistiu à compatriota Almaz Ayana conquistar o ouro quebrando o recorde mundial da distância, que durava por 23 anos.
Em 2017, competindo em sua segunda maratona, conquistou o novo recorde nacional etíope com a marca de 2:17:56, ficando em segundo lugar na Maratona de Londres. No Campeonato Mundial de Atletismo do mesmo ano, também em Londres, Dibaba voltou a correr os 10000 metros, ficando com a medalha de prata na prova ganha novamente por Ayana. Aos 31 anos de idade, foi sua primeira derrota nesta prova em mundiais desde Helsinque 2005.

## Vida pessoal
Dibaba é casada com o fundista etíope e medalhista olímpico Sileshi Sihine – o casamento foi um acontecimento nacional na Etiópia, transmitido pela televisão para todo país e reunindo meio milhão de pessoas na praça principal da capital Addis Abeba que assistiu à cerimônia num enorme telão – com quem tem um filho, Nathan, nascido em 2015, e tem o apelido de "destruidora com cara-de-bebê" no meio do atletismo. Sua irmã mais nova, Genzebe Dibaba, é a recordista mundial dos 1 500 metros e a família Dibaba – que também inclui a irmã mais velha Ejegayehu, medalha de prata em Atenas 2004 e a prima Derartu Tulu, primeira negra africana a conquistar o ouro olímpico em Barcelona 1992 - é considerada a mais rápida do mundo.
O dinheiro ganho pela família com os patrocínios do atletismo fez deles magnatas do mercado imobiliário etíope e um hotel de luxo, o Tirunesh Hotel, foi inaugurado em 2016 na principal avenida da capital.